# Thermische Spannung (Mechanik)
Thermische Spannungen, exakter thermisch induzierte mechanische Spannungen, entstehen durch Temperaturänderungen im Zusammenhang mit den thermischen Ausdehnungskoeffizienten der Materialien oder auch Materialkombinationen. Es sind mechanische Spannungen, die ohne äußeren Krafteinfluss entstehen.
Man unterscheidet permanente, latente und temporäre thermische Spannungen. Letztere münden in die Materialkenngröße Temperaturwechselbeständigkeit.

## Permanente thermische Spannungen
Permanente thermische Spannungen entstehen nur in Materialpaarungen, wenn deren Herstellungstemperatur abweichend von der Verwendungstemperatur war und sich die thermischen Ausdehnungskoeffizienten beider Materialien unterscheiden.
Beispiele sind Glasuren, Emails, miteinander verschweißte unterschiedliche Materialien, mit abweichendem Zusatzwerkstoff verschweißte Materialien und Lötverbindungen (auch und besonders Glaslot).
Permanente thermische Spannungen lassen sich nicht durch Temperung beseitigen. Sie können zur Festigkeitserhöhung oder -verminderung beitragen. Festigkeitserhöhung entsteht bei spröden Materialien, wenn die Oberfläche zum Beispiel durch eine Glasur mit geringerem thermischen Ausdehnungskoeffizienten bei Abkühlung unter Druckspannung gerät.

## Latente thermische Spannungen
Latente Spannungen entstehen im homogenen Material bei schneller Abkühlung. Sie bleiben bei Temperaturausgleich bestehen, nachdem eine Behandlung mit inhomogener Temperaturverteilung jenseits der Plastizitätsgrenze stattfand. Dabei kann es sich auch um das von außen nach innen fortschreitende Abkühlen eines Gießlings handeln. 
Beispiele sind weiterhin das (zu) schnelle Abkühlen nach der Herstellung von Glaserzeugnissen, die Herstellung von Einscheiben-Sicherheitsglas oder auch das Härten von Stahl durch Abschrecken.
Latente Druckspannungen an der Oberfläche vieler, insbesondere spröder Materialien führen zur Erhöhung der Biegefestigkeit. Sie können durch starke Abkühlung des heißen, noch duktilen Werkstücks erzeugt werden.
Latente thermische Spannungen lassen sich durch Erhitzen beseitigen. Ein Beispiel ist das Anlassen von Stahl nach dem Härten.

## Temperaturwechselbeständigkeit
Temporäre thermische Spannungen entstehen durch inhomogene Temperaturverteilung in einem Material oder Werkstück. Führen sie lediglich zu elastischer Verformung, verschwinden sie bei Temperaturausgleich. Überschreiten sie jedoch die Festigkeit des Materials, entstehen Veränderungen bis hin zum Bruch. Materialien sind daher durch ihre Temperaturwechselbeständigkeit oder -schockbeständigkeit charakterisiert. Es entstehen Druck-, Zug- und Scherspannungen. Meist sind die Zugspannungen die versagens-relevante Größe.
Unter Thermoschock versteht man die schnelle, schockartige Veränderung der Temperatur am Werkstoff oder Werkstück. Dies führt zu mechanischen Spannungen zwischen dem äußeren und inneren Teil des Materials, da die Wärme zur oder von der Oberfläche schneller übertragen bzw. abgeführt wird als zum Inneren.

### Vereinfachtes Rechenmodell
Das Werkstück befindet sich unter konstanter Temperatur T. 
Durch eine Veränderung der Umgebungstemperatur erfährt auch der äußere Teil des Modells eine Temperaturänderung hin zu T1 (T1 ungleich T). Da der äußere Teil nun eine andere Temperatur hat, verändert er durch thermische Dehnung sein Volumen.
Der Kern hingegen hat noch immer dieselbe Temperatur T, daher ist auch sein Volumen konstant geblieben.
Zwischen Mantel und Kern kommt es so zur Ausbildung von sog. Wärmespannungen. Diese kann man mit folgender Gleichung abschätzen:
{\displaystyle \sigma _{\mathrm {therm} }\;={\frac {E\cdot \alpha }{1-\nu }}\ \cdot (T_{\mathrm {1} }-T)}
wobei
σtherm ... Wärmespannung im Bauteil [MPa]
E ... Elastizitätsmodul [MPa]
α ... (lineare) thermische Ausdehnung [/K]
ν ... Querkontraktionszahl [-]
(T1-T) ... Temperaturdifferenz [K]

### Schädigungsmechanismen
Wird eine kritische, innere Spannung überschritten, so kommt es zur Schädigung des Materials. Je nach Werkstoff kann das durch unterschiedliche Mechanismen zu unterschiedlichen Schadensfällen führen:
Bei Metallen kommt es zu Gefügeveränderungen (z. B.: Zerfall von Perlitgefügen oder Bildung von Martensiten in Edelstählen), bis hin zur Bildung von Heißrissen, die das Werkstück zerstören können.
Bei Keramiken treten aufgrund der hohen Sprödbruchneigung meist Risse im Inneren auf, die rasch zum Versagen führen können.
Kunststoffe zeigen beide Mechanismen, jedoch bei deutlich geringeren Temperaturdifferenzen.

### Kenngrößen
In der Praxis versucht man Kriterien zu finden nach denen entschieden werden kann, welches Material für eine bestimmte Anwendung geeignet ist.
Je nach Anwendungsfall werden daher unterschiedliche Kennwerte definiert:

#### Erster Thermoschockparameter Rs
Für unendlich großen Wärmeübergang gilt: 
{\displaystyle R_{\mathrm {s} }\;=\sigma _{\mathrm {crit} }\cdot {\frac {1-\nu }{E\cdot \alpha }}\ }
wobei 
σcrit ... Festigkeit des Materials [MPa], z. B. aus dem 4-Punkt-Biegeversuch.
In Realität gibt es jedoch keinen "unendlich großen" Wärmeübergang, Anwendungsbeispiele sind am ehesten das Abschrecken eines heißen Werkstücks in Wasser oder Öl, oder das Einbringen kalter Werkstücke in eine Schmelze.

#### Zweiter Thermoschockparameter Rs'
bei konstantem Wärmeübergang wird der Thermoschockparameter erweitert: 
{\displaystyle R'_{\mathrm {s} }\;=\lambda \cdot \sigma _{\mathrm {crit} }\cdot {\frac {1-\nu }{E\cdot \alpha }}\ }
wobei
λ ... Wärmeleitfähigkeit [W/(m K)]
Der Thermoschock führt nicht sofort zum vollständigen Versagen des Werkstücks. Risse im Inneren schwächen das Werkstück, sodass die Festigkeit abnimmt.

#### Dritter Thermoschockparameter Rs"
Ist eine konstante Aufheiz- bzw. Abkühlrate an der Oberfläche des Werkstücks gegeben, wird wiederum erweitert: 
{\displaystyle R''_{\mathrm {s} }\;=\lambda \cdot \sigma _{\mathrm {crit} }\cdot {\frac {1-\nu }{E\cdot \alpha \cdot \rho \cdot c_{\mathrm {p} }}}\ }
wobei
ρ ...Dichte des Materials [kg/m³]
cp ... spezifische Wärmekapazität [J/(kg K)]

### Typische Werte für Rs
Weil der Wärmeübergang in der Realität auch von der Bauteilgeometrie abhängig ist, geben die dargestellten Werte einen ersten Eindruck von der Thermoschockbeständigkeit des Werkstoffs:
- unlegierte Stähle ca. 150 K
- hochlegierte Stähle ca. 300 K
- Aluminiumoxid ca. 50 bis 150 K
- Zirconium(IV)-oxid ca. 250 K
- Siliciumcarbid ca. 200 K
- Siliciumnitrid bis 500 K
- Graphit/Kohlenstoff zeigt aufgrund seiner hohen Anisotropie sehr unterschiedliche Werte, je nach Orientierung der Kristallebenen (in Bezug auf die "Ausbreitungsrichtung" des Thermoschocks) von 1.000 K (parallel) bis über 10.000 K (orthogonal)

Für Kochfelder verwendete Glaskeramik besitzt eine besonders hohe Temperaturwechselbeständigkeit.